# 빌라노바디캄포삼피에로
빌라노바디캄포삼피에로(이탈리아어: Villanova di Camposampiero)는 이탈리아 베네토주 파도바도에 있는 코무네(기초 자치체)로 베네치아에서 서쪽으로 약 30 킬로미터 (19 mi), 파도바에서 북동쪽으로 약 11 킬로미터 (7 mi)에 위치한다.